# Cardfight!! Vanguard
 (mai 2016).
 (juillet 2025).
Cardfight!! Vanguard (カードファイト!!ヴァン ガード, Kādofaito!! Vangādo) est une franchise médiatique japonaise créée en collaboration avec Akira Itō (Yu-Gi-Oh! R), Satoshi Nakamura (Duel Masters) et Bushiroad, dont le président est Takaaki Kidani.
L'oeuvre principale est une série télévisée d'animation produite par TMS Entertainment et diffusée pour la première fois au Japon le 8 janvier 2011 sur la chaîne TV Tokyo. Une deuxième saison intitulée Cardfight!! Vanguard: Asia Circuit Hen ! (カードファイトヴァンガードアジアサーキット編!, Kādofaito Vangādo Ajia Sākito Hen!) est diffusée du 8 avril 2012 au 2 janvier 2013, une troisième intitulée Cardfight!! Vanguard: Link Joker Hen ! (カードファイトヴァンガードリンクジョーカー編 !, Kādofaito Vangādo Rinku Joka Hen !) du 13 janvier 2013 au 2 mars 2014 et une quatrième saison intitulée Cardfight!! Vanguard: Legion Mate (カードファイトヴァンガーレギオンメイト編, Region Meito Hen) du 9 mars au 19 octobre 2014. Une série dérivée intitulée Cardfight!! Vanguard G est diffusée à partir du 26 octobre 2014 et se déroule trois ans après la quatrième saison. Elle est suivie de Cardfight!! Vanguard G: GIRS Crisis entre 2015 et 2016, Cardfight!! Vanguard G: Stride Gate en 2016, Cardfight!! Vanguard G: NEXT entre 2016 et 2017 et Cardfight!! Vanguard G: Z entre 2017 et 2018. Un reboot de la série originale est diffusé à partir de mai 2018, et une nouvelle série dérivée basée sur le groupe Bermuda Triangle est prévue.
Un film en deux parties mêlant animations et prises en vues réelles est aussi sorti le 13 septembre 2014. Un jeu de cartes à jouer et à collectionner (JCC) créé par la société Bushiroad est commercialisé au Japon depuis le 26 février 2011 à Singapour depuis le 5 mai 2011 et à l'échelle internationale depuis le 12 mai 2011. Une série de mangas écrite par Akira Itō est également publiée au Japon depuis le 26 novembre 2010.

## Histoire

### Saison 1
Aichi Sendou est un jeune garçon timide qui est en troisième année de lycée. Il cherche à vivre sa vie en retrait, essayant de ne pas se démarquer. La seule chose qui le pousse à continuer est sa carte fétiche Blaster Blade issue d'un jeu très populaire dans le monde entier appelé Cardfight! Vanguard, un jeu de cartes à collectionner qui se déroule sur une autre planète appelée « Cray ». L'histoire commence réellement lorsque Aichi se fait voler Blaster Blade par son camarade de classe Morikawa Katsumi, il le poursuit jusqu'à un magasin de cartes local nommé « Card Capital ». Dans ce magasin, il voit Morikawa affronter un garçon nommé Kai Toshiki, un lycéen au sang-froid impressionnant qui a des capacités remarquables. Durant ce combat, ils ont chacun mis comme enjeu une carte rare en récompense pour le vainqueur, celle de Morikawa est le Blaster Blade de Aichi. Morikawa perd le duel et Kai remporte le Blaster Blade d'Aichi. Aichi décide donc pour le récupérer d'affronter Kai dans un cardfight. Il récupère Blaster Blade et commence à profiter réellement de la vie en s'épanouissant dans les cardfights. Dans les épisodes suivants, on comptera parmi ses nouveaux amis Misaki Tokura, la nièce du propriétaire de la boutique « Card Capital » et Kamui Katsuragi, un jeune garçon, mais un cardfighter accompli. L'objectif principal d'Aichi au long de la série est de devenir un combattant plus fort.
Plus tard dans la série, Aichi rejoint Kai, Misaki, et Kamui pour former l'équipe Quadrifoglio (« Q4 »). Ensemble, ils entrent dans les tournois régionaux et nationaux afin de tester leurs compétences contre les combattants de tout le Japon. Le principal rival d'Aichi devient Ren Suzugamori, un cardfighter puissant mais méprisable qui est le leader de l'équipe nationale championne en titre LA4 et ancien ami proche de Kai. Ren révèle le pouvoir qui sommeille en Aichi: Le Psyqualia, une capacité psychique qui permet à son utilisateur de prévoir la victoire durant un cardfight. Cependant, l'utilisation abusive du Psyqualia va le transformer lentement en personnage sombre, tel que Ren. Grâce aux efforts de Kai, Aichi décide de ne plus utiliser le Psyqualia et revient à son état normal. Lorsque Aichi affronte Ren lors de la finale du championnat national, on apprend que Cray est en fait une planète réelle et que le Psyqualia est le pouvoir qui permet de déterminer l'avenir de Cray. Aichi parvient à concilier sa bonne humeur et sa personnalité avec ses désirs sombres pour devenir plus fort; simultanément sur Cray, Blaster Blade et ses camarades essayent de résoudre leurs conflits avec le clan de Shadow Paladin utilisé par Ren. Aichi bat Ren durant la finale, et Q4 devient l'équipe championne nationale du Japon. La saison se termine par le Psyqualia d'Aichi, qui se voit mystérieusement disparaître. Kai répond au souhait d'Aichi qui accepte de faire un Cardfight avec lui.

### Saison 2:Asia Circuit Hen
Peu de temps après que Q4 ait remporté le tournoi national, un phénomène étrange se produit lorsque Aichi rencontreKager un jeune garçon nommé Takuto Tatsunagi. Aichi découvre alors que son deck de cardfight ne contient plus de Royal Paladins mais des Gold Paladins. Aichi comprend alors que les clans Royal Paladin, Shadow Paladin, et Kagero ont été effacés de l'existence de Cardfight Vanguard. Aichi est toujours avec Q4 (hors-mi Kai) et se déplace à travers l'Asie pour participer au Vanguard Fight Circuit (VFCen abrégé), un tournoi multi-étapes sur invitation avec les meilleurs cardfighters du monde, pour avoir l'occasion de rencontrer et de chercher des réponses auprès du promoteur qui n'est autre que Takuto. Tout au long des étapes, Aichi, dont Psyqualia a été réactivé, rencontre une multitude d'équipes rivales.
L'équipe Dreadnought menée par Leon Soryu, un homme possédant lui aussi le Psyqualia qui a une mission à accomplir, permet au légendaire clan Aqua Force perdu depuis longtemps de refaire surface. Après avoir perdu aux étapes de Singapour, Séoul et Hong Kong, Q4 parvient enfin à gagner l'étape du Japon ce qui leur donne la chance de rencontrer Takuto, qui révèle qu'une sombre entité connue sous le nom Void menace actuellement la planète Cray. En outre, Léon est en fait un allié de Void, celui-ci a scellé les trois clans dans une dimension annexe et a fait revenir Aqua Force qu'il avait scellé auparavant. Dans une confrontation finale, Aichi affronte Leon, qui avait absorbé la puissance de Void. Avec l'aide du Psyqualia qu'il contrôle désormais, Aichi utilise ses Gold Paladins pour chasser Void de Cray et libérer les clans scellés. Le VFC se termine par la victoire de Q4 couronné lors de la cérémonie de clôture. Par la suite, la vie revient à la normale, sauf qu'Aichi a décidé de garder son nouveau deck Gold Paladin plutôt que de réutiliser les Royal Paladins (qui deviendront comme Blaster Blade l'a prédit des Gold Paladin).

### Saison 3:Link Joker Hen
Les mois ont passé après les événements du VFC (Vanguard Fight Circuit), les membres de l'équipe Q4 se sont séparés pour se consacrer à leurs études. Aichi entre dans sa première année de lycée à l'Académie Miyaji, où les instructeurs et les élèves se concentrent sur leurs études. Aichi pense qu'il y a de l'avenir dans Vanguard et que les gens peuvent y croire, il tente donc de créer un club de Cardfight sur le campus. Malgré l'intervention du Conseil des étudiants qui réfutait cette idée, il parvient à recruter les nécessaires cinq membres pour la création du club : Kourin Tatsunagi, une chanteuse idole du groupe « Ultra Rares » qui a aidé Aichi lors des tournois précédents, Naoki Ishida, un joueur novice qui se découvre une passion pour Vanguard, Shingo Komoi, un garçon à lunettes qui a largement étudié les meilleurs joueurs de Vanguard et qui est un grand fan de Aichi, et son ami Misaki de Q4, qui est également étudiante à l'Académie Miyaji mais était réticente à l'idée de rejoindre le club.
Pendant la première apparition de Aichi au Championnat VF inter-ycée, son équipe bat l'équipe de Kai, mais perd face à l'équipe de Ren. Kai remarque que depuis le tournoi national Aichi et Ren sont devenues des carfighters exemplaires. Le deuxième grand arc de l'histoire de la saison tourne autour d'une entité extraterrestre appelée « Lien Joker », le clan « avatar » de Void. Différents étudiants sont manipulés par le pouvoir de Void et transformés en combattants de Vanguard (en combats « Reversed »). Son pouvoir agit comme un virus qui a pour but d'asservir les meilleurs cardfighters de la planète et ainsi contrôler le monde (un joueur qui perd un combattant inversé devient également inversé, mais un joueur qui bat un combattant inversé redeviendra lui-même, dans son état premier). De plus en plus de cardfighters à travers le monde deviennent inversés, y compris plusieurs amis de Aichi. Avec la victoire imminente de Void, Kai lance un défi direct à Aichi dans un duel Vanguard. Et Aichi sauvera la Terre des envahisseurs.

### Saison 4:Legion Mate Hen
Plusieurs jours après l'ultime combat contre Link Joker, la vie semble avoir repris son cours normal. Cependant, Aichi Sendou, le héros qui a sauvé la terre de l'invasion des Link Joker et de Void, a disparu, et Kai, son ami le plus proche, semble être la seule personne qui se souvienne de lui. Après avoir reçu un deck Royal Paladin contenant une nouvelle version de la carte d'avatar Aichi « Blaster Blade », Kai vise non seulement à raviver pour tout le monde le souvenir d'Aichi, mais aussi le retrouver. Au magasin Card Capital, Kai localise deux autres amis d'Aichi, Naoki et Misaki, et les aide à se rappeler d'Aichi à travers les cardfights. Plus tard, Kai et les autres découvriront qu'Aichi est « retenu » de son plein gré pour des raisons mystérieuses. C'est un groupe du nom de « Quatre Knights » qui protège et retient Aichi. Ce groupe est composé de quatre cardfighters d'origine internationale : Phillip Neve (Europe), Raul Serra (Amérique du Sud), Rati Curti (Inde) et Olivier Gaillard (Europe également) qui vont s'en prendre à Kai et ses amis. Les « Quatre Knights » sont en mesure de faire subir au perdant d'un cardfight la douleur physique de tous les dommages reçus lors du combat. Ils ont l'intention d'arrêter Kai avant qu'il ne puisse retrouver Aichi. Ren fournit un renseignement à Kai après que celui-ci l'ait battu dans un cardfight.
Quand Kai et les autres vont au lieu donné par Ren, ils voient Gaillard qui semble venir d'un portail de téléportation, suivi par Kourin qui paraît être son allié. Kourin défie Kai dans un cardfight, au cours duquel il est révélé qu'Aichi est à l'origine à la fois de la perte de mémoire de ses amis et de la création des « Quatre Knights ». Kourin bat Kai utilisant le clan Lien Joker et prend la carte « Blaster Blade » de Kai, après quoi elle et Gaillard s'échappent à travers le portail. Kai et ses amis vont recevoir une formation de Leon. Pendant la formation Kai gagne une nouvelle détermination et retourne la situation à l'aide d'un deck « Kagero ». Kai et ses amis partent vers le Sanctuaire, lieu où se trouve Aichi. Ils apprennent de Serra que pour éveiller Aichi ils doivent vaincre les « Quatre Knights » pour briser les quatre sceaux, mais s'ils perdent dans le Sanctuaire, ils perdent leurs souvenirs d'Aichi. Naoki bat Serra et brise un des sceaux. Gaillard et les autres le remarquent et se séparent pour empêcher Kai et ses amis de perturber Aichi. Misaki se bat contre Rati, Miwa contre Neve, et Kamui se bat contre Gaillard, mais tous les trois perdent. Tous perdent leurs souvenirs d'Aichi et sont renvoyés sur Terre, mais auparavant, Neve dit à Miwa qu'Aichi est « scellé » afin d'éviter qu'un incident similaire à celui de « Link Joker » se reproduise. Seuls Kai et Naoki se souviennent d'Aichi. Kai et Naoki finissent par tomber nez à nez avec Gaillard. Puis Kai bat Gaillard. Celui-ci révèle qu'il accuse Kai de l'incident Link Joker et il lui annonce qu'il ne lui permettra pas de libérer Aichi à cause de cela. Serra arrive bientôt avec Morris et rompt le reste du scellement d'Aichi, tout en révélant son grand projet : libérer « Link Joker » prisonnier dans Aichi et en obtenir le pouvoir pour lui tout seul...

## Univers
L'univers de Vanguard, se passe sur une planète fictive similaire à la Terre nommée Cray. Sur cette planète vivent différentes espèces de créatures. Chacune de ces créatures appartient à un clan et chacun de ces clans fait partie d'une Nation.
Les six nations existantes sont : « United Sanctuary », « Dragon Empire », « Dark Zone », « Magallanica », « Zoo » et « Star Gate ». Avec un total de vingt-cinq clans différents, chaque nation possède au moins trois clans. Chacune d'elles exerce une certaine influence sur le monde de Cray, affinités/rivalités, amies/ennemies. Chaque clan est plus ou moins spécialisé dans un domaine précis, ce qui donne une grande variété de gameplay dans le jeu.

### United Sanctuary
L'United Sanctuary est une nation relativement petite fonctionnant sous un système de gouvernement monarchique, le nom du régime précédent est inconnu. Elle est principalement dominée par le clan « Royal Paladin » dirigé par « King of Knights, Alfred » qui est donc hiérarchiquement le dirigeant de la nation. On y retrouve chevaliers et autres créatures se battant pour la paix et l'ordre. Un autre clan qui est également très dominant est « Oracle Think Tank », une société de personnes pourvues de talents magiques, dirigée par la déesse « CEO Amaterasu » et gardée par les « Oracle Gardians ». « United Sanctuary » est connu dans Cray comme la nation sainte, qui allie les traditions anciennes avec la technologie scientifique. Evoluant en dehors des lois de cette nation, il existe le clan « Shadow Paladin », fondé par « Phantom Blaster Dragon » en opposition à leurs ennemis de « Royal Paladin », ce clan a presque autant d'influence que le clan « Royal Paladin ». Il est principalement composé de renégats de « Royal Paladin » comme « Blaster Dark » et « Darkside Trumpeter », ainsi que des ennemis d'État comme « Skull Witch, Nemain ». Plus tard, un nouveau clan en chef nommé « Gold Paladin » voit le jour, il a été formé en raison de la chute des deux grands clans et les autres membres des deux clans respectifs n'ayant plus de leader. Ils se sont alliés pour former ce nouveau clan. Le clan est dirigé par « Incandescent Lion, Blond Ezel ». Un autre nouveau clan a été également formé, il s'agit du clan « Angel Feather », qui est responsable des unités médicales de l'hôpital général qui soigne et protège la nation. Le chef de ce clan est « Chief Nurse Shamsiel », travaillant en association avec le clan « Genesis », mené par « Battle Deity of the Night, Artemis ».
Cette nation est représentée par la couleur jaune.
Clans associés
- Royal Paladin

Les « Royal Paladin » (ロイヤルパラディン, Roiyaru Paradin) ont une variété d'effets incluant le « Soul Charge », des augmentations de puissance, « Superior Ride » et « Superior Call » à partir du deck, mais ils ont également la faculté générale d'augmenter leur puissance mutuellement. Ils utilisent aussi le « Counter Blast » pour appeler des unités depuis le deck. Plus tard, ils obtiendront un nouvel archétype appelé « Jewel Knights », qui disparaît pour laisser place à « Seeker » dans la saison 4.
- Shadow Paladin

Les « Shadow Paladin » (シャドウパラディン, Shadō Paradin) sont la version maléfique des « Royal Paladin ». Leurs effets consistent à sacrifier vos propres « Rear Guard » pour utiliser les puissantes capacités de votre Vanguard comme « Phantom Blaster Dragon », ils comprennent des unités ayant le pouvoir de « Superior Call » des unités depuis le deck comme « Skull Witch, Nemain ».
Plus tard, ils obtiendront un nouvel archétype appelé « Revenger » et un autre appelé « Witch ».
- Gold Paladin

Après que les clans de « Royal Paladin » et « Shadow Paladin » aient été scellés. Le clan « Gold Paladin » (ゴールドパラディン, Gōrudo Paradin) s'est formé, issu des membres de Royal et Shadow Paladin restants. Les capacités de ce clan sont basées sur le « Superior Call » depuis le dessus du deck pour remplir votre terrain le plus vite possible. Plus vos « Rear-Guard » seront nombreux, plus leur puissance individuelle augmentera et donc votre puissance globale sera vraisemblablement élevée.
Une fois les clans libérés, le clan « Gold Paladin » existe toujours et bénéficie alors d'un nouvel archétype appelé « Liberator » et d'un sous-archétype appelé « Bluish Flames » depuis la saison 4.
- Oracle Think Tank

Le clan « Oracle Think Tank » (オラクルシンクタンク, Orakuru Shinku Tanku) est une société de personnes de talent dans la magie qui utilisent leurs pouvoirs pour prédire l'avenir. Ils se concentrent moins sur la puissance et plus sur l'intelligence, avec les cartes mécaniquement à thème autour de la taille de la main, la pioche, et en regardant la carte du dessus de votre deck. Beaucoup de cartes de ce clan sont des femmes. ». Plus tard, ils obtiendront un nouvel archétype appelé « Magus » et un autre appelé « Battle Sister ».
- Angel Feather

Les unités d'« Angel Feather » (エンジェルフェザー, Enjeru Fezā) sont centrées autour de médecins, d'infirmières, d'hôpitaux, et tout ce qui a à voir avec la guérison. Le clan joue sur la manipulation de la « Damage Zone ». Les unités de ce clan ont la capacité d'être jouées depuis cette zone. De cette façon, vous pouvez échanger des cartes dont vous n'avez pas besoin dans votre main contre des cartes qui vous seront utiles. ». Plus tard, ils obtiendront un nouvel archétype appelé « Celestial ».
- Genesis

Composée essentiellement de femmes, la stratégie du clan « Genesis » (ジェネシス, Jeneshisu) consiste à augmenter le « Soul » afin d'utiliser plusieurs « Soul Blast ». Ce clan étant assez jeune, nous ne possédons que peu d'informations sur lui. Il est composé de « déesses ». Ils ont deux archétypes, « Regalia » et « Witch ».

### Dragon Empire
Le Dragon Empire est de loin le plus grand pays, c'est une nation fonctionnant sous un régime militaire dont le maître est encore inconnu. Son armée est divisée en plusieurs sections : Les tactiques anti-sol sont gérées par l'assaut d'unités aériennes du clan « Kagerō », dirigé par « Dragonic Overlord ». L'infanterie de base est couverte par les Unités d'assaut de sol du clan « Tachikaze », dirigé par « Tyrant, Deathrex ». Les opérations secrètes sont réparties entre les unités du clan « Nubatama » (« Covert Operations »), dirigé par « Stealth Dragon, Voidmaster », et celles du clan « Murakumo », dirigé par « Dueling Dragon, Zanbaku » (Dragon Empire's Black Ops Agency). Cette nation entretient une rivalité de longue date avec l'United Sanctuary, sans doute en raison de leur proximité. En raison de certaines circonstances, la première brigade d'assaut aérien du clan « Narukami » qui est un autre pilier de ce clan est postée sur la ligne de front. Elle est dirigée par « Dragonic Kaiser Vermillion ».
Cette nation est représentée par la couleur rouge.
Clans associés
- Kagerō

Le clan « Kagerō » (かげろう, Kagerou) est un clan pilier du Dragon Empire. Ses membres peuvent retirer les « Rear-guard » de leurs adversaires, tout en bénéficiant d'autres avantages. Par exemple, « Démonic Dragon Berserker, Yaksha » peut faire un « Supérior Ride » depuis votre main lorsque l'un des « Rear-guard » de votre adversaire est retiré lors de votre « Main Phase ». « Blazing Flare Dragon » et « Chain-attack Sutherland » peuvent augmenter leur propre puissance lorsque l'un des « Rear-guard » de votre adversaire est retiré lors de votre « Main Phase ». Plus tard, après que les clans « Kagerō » avec « Royal Paladin » et « Shadow Paladin » aient été scellés, le clan « Kagerō » qui était alors le clan en chef sera remplacé par le clan « Narukami ». Celui-ci redeviendra le clan en chef après avoir été libéré. Ils ont un archétype dans les saisons 4 et futures : « Perdition Dragon ».
- Narukami

Le clan « Narukami » (なるかみ, Narukami) est l'autre clan pilier du Dragon Empire. Leur stratégie est basée sur le contrôle du terrain. Ce clan dispose d'une grande puissance individuelle en fin de partie par le retrait des « Rear-guard » adverses en « Front Row » pour ainsi anticiper les possibilités d'interceptions de l'adversaire.
Une fois les clans libérés, le clan « Narukami » existe toujours et bénéficie d'un nouvel archétype appelé « Eradicator » et un autre archétype appelé « Brawlers ».
- Tachikaze

Étant une division affectée au sol, le clan « Tachikaze » (たちかぜ, Tachi Kaze) est principalement composé de dinosaures mécaniques appelés « Dino-dragons » ainsi que d'hommes des cavernes connus comme des « Savages ». Leur force réside dans leur puissance accablante, avec des niveaux de puissance rarement aussi élevés, tout en retirant des « Rear-guard » à l'adversaire. En contrepartie, les coûts de leurs capacités sont généralement onéreux voire prohibitifs. Le clan dispose d'unités qui activent des capacités, comme retirer une de vos unités pour une autre en ajoutant plus de puissance au nouvel arrivant et plus de « Shield ». Tout cela permet au clan de jouer un jeu très agressif tout en gardant une défense solide, le tout en ayant une main bien garnie.
- Nubatama

« Action, discrétion, élimination » telle est la devise du clan « Nubatama » (ぬばたま, Nubatama). Leur esthétique est conçue autour de l'univers des ninjas affecté à la division spéciale « Covert Operations ». Leurs membres cherchent à défausser la main de l'adversaire et à accroître leurs pouvoirs si leur propriétaire a plus de cartes en main que son adversaire. Quelques extensions plus tard, le clan s'est plus axé sur les cartes en liaison avec la main et le terrain de l'adversaire.
- Murakumo

« Murakumo » (むらくも, Murakumo) est le clan faisant partie du « Dragon Empire's Black Ops Agency ». Il fait usage des tactiques dites de « Hit-and-run » (littéralement : Frapper et courir) comme le « Supérior Call » depuis le deck ou la main, puis de retourner au deck ou à la main à la fin du tour. Cela permet aux joueurs de conserver leurs cartes dans leur main, aidant le deck à sortir de bonnes cartes en développant un style de jeu défensif. Les Cartes comme « Covert Demonic Dragon, Mandala Lord » et « Fantasy Petal Storm, Shirayuki » maximisent l'utilisation des cartes en main pour exercer un équilibre au niveau des attaques tout en permettant au joueur de se protéger efficacement.

### Dark Zone
La Dark Zone est une société obscure dont le véritable dirigeant est encore à élire. Les clans « Dark Irrégulars », « Spike Brothers » et « Pale Moon » se font concurrence et s'affrontent lors de la « Demon World Cup » pour savoir qui va gouverner et diriger la nation dans la guerre contre l'United Sanctuary. L'aristocratie du clan « Dark Irregulars » est dirigée par le « Demon World Marquis, Amon ». Ils sont une armée qui a acquis des pouvoirs par le biais des arts et des sciences noires interdits. L'équipe des « Spike Brothers Blood Ballest » est dirigée par le General Seifried. Le « Blood Ball » et le « Gallows Ball » sont des sports apparemment très populaires au sein de la nation, avec le clan « Spike Brothers » retenu comme l'équipe favorite du championnat. Le « Blood Ball » se dit être une combinaison de rugby et de football américain. Enfin, les artistes du clan « Pale Moon », clan leader à l'heure actuelle, est le moins sympathique des trois. Il semble que c'est « Hades Ringmaster » qui en est le leader et chef du cirque également. Leur cirque, bien que populaire, sert en secret comme école d'assassinat d'élite. Les membres de ce clan disent qu'ils n'ont pas comme véritable objectif de conquérir la nation et suggèrent qu'ils suivront et serviront quiconque deviendra champion de la « Demon World Cup ».
Un nouveau clan est arrivé dans cette nation. C'est Gear Chronicle, un clan capable de voyager dans le temps.
Cette nation est représentée par la couleur pourpre.
Clans associés
- Dark Irregulars

Les membres du clan « Dark Irregulars » (ダーク イ レギュラー ズ, Dāku Iregyurāzu) sont des prétendants au titre de maître de la nation. Leur style de jeu augmente le nombre de cartes dans le « Soul » pour ainsi obtenir divers avantages plus ou moins importants en fonction de ce nombre. Le style des créatures quant à lui est basé sur les époques sombres de diverses mythologies, et comprennent aussi des « mutants » qui ont été rejetés en raison de leur habilité hors du commun. « Amon » est leur archétype.
- Spike Brothers

Les « Spike Brothers » (スパイク ブラザーズ, Supaiku Burazāzū) forment un clan basé et organisé de la même manière qu'une équipe de football américain. Ils sont centrés sur le retour d'unités au deck pour en « Superior Call » d'autres de la même manière que l'on remplace un joueur dans une équipe, en particulier pendant la phase de combat, pour de ce fait tirer un avantage avec des attaques de plus grande puissance.
- Pale Moon

Le clan « Pale Moon » (ペイルムーン, Peiru Mūn) est un clan issu de l'univers du cirque. Nombre de leurs capacités portent sur le contrôle du « Soul ». Cependant, au lieu de se concentrer sur le nombre d'unités du « Soul », comme les « Dark Irregulars » ou en utilisant le « Soul » afin d'activer des capacités, comme le clan « Genesis », ce clan se spécialise dans les « Superior Call » d'unités dans le « Soul » ou la permutation de celles-ci. Ils possèdent un archétype : « Silver Thorn ».
- Gear Chronicle

Le clan « Gear Chronicle » (ギアクロニクル Giakuronikuru) est un clan basé sur la manipulation du temps. Les unités de ce clan ont d'ailleurs un style propre à ça, ils utilisent du matériel et des automates qui sont alimentés par de la vapeur faisant ainsi tourner rouages et engrenages, les vêtements qu'ils portent datent du XIXe siècle, ce qui leur a valu le nom de « Steampunk ». Clan disposent de capacités plus ou moins variées, que ce soit retourner des Unités de l'adversaire en dessous du deck, en gagnant des tours additionnels ou encore en limitant le grade avec lesquels l'adversaire pourrait garder.

### Magallanica
La Magallanica est une nation qui est également un archipel constitué d'immortels et de créatures habitants dans la mer. Il existe trois clans au sein de cette nation. Les pirates du clan « Granblue » ; dirigé par le capitaine « King of Demonic Seas, Basskirkle ». Le clan du groupe d'idoles « Bermuda Triangle », qui est dirigé par « Top Idol, Riviere » toujours aussi populaire, ce clan est entièrement rempli avec des sirènes. Et enfin, l'armée navale du clan « Aqua Force » est dirigé par « Blue Storm Dragon, Maelstrom » qui dirige également la nation. Ce clan a longtemps été le Clan dominant de la nation, mais il a été mystérieusement scellé, puis est revenu dans les mêmes circonstances.
Cette nation est représentée par la couleur bleue.
Clans associés
- Granblue

Le clan « Granblue » (グラン ブルー, Guranburū) est un clan de pirates sans scrupules. On y retrouve principalement des pirates morts-vivants ainsi que d'autres créatures tels que les fantômes et les zombies. Ils sont principalement axés sur la manipulation de la « Drop Zone », en remplaçant les « Rear-guard » du terrain par d'autres depuis la « Drop Zone ». Ils sont représentés par des cartes qui mettent en jeu des unités spécifiques alliant les capacités de « Superior Call » et la « Drop Zone » comme « Chappie the Ghostie » par exemple. Les unités arrivent sur le champ de bataille en s'aidant des autres grâce au « Superior Call » « Drop Zone ». Le « Captain Nightmist » en est un très bon exemple, les unités qui peuvent « Superior Call » de la « Drop Zone »permutent change quand elles le désirent en utilisant des « Counter Blast ».
- Bermuda Triangle

Le clan « Bermuda Triangle » (バミューダ トライアングル, Bamyūda Toraianguru), qui s'écrit « Bermuda △ » dans les versions japonaise et coréenne, est réputé pour avoir un nombre d'idoles et de stars presque astronomique, celui-ci se compose exclusivement de sirènes idoles. Leur stratégie de combat est axée sur le retour de leurs propres « Rear-guard » pour ainsi les rappeler par « Superior Call » afin d'utiliser ou réutiliser leurs capacités. Ils ont 2 archétypes : PR<3ISME et Duo.
- Aqua Force

Ce qui fait la puissance du clan « Aqua Force » (アクア フォース, Akua fosu) est l'ordre et la discipline qui y résident grâce à sa marine militaire,ce qui en fait le clan-chef de la nation. Il fut scellé puis libéré par Void quelques années plus tard. Ce clan a la possibilité de gagner d'autres capacités et d'augmenter sa puissance en fonction du nombre des attaques qu'il porte. Pour cela, le clan compte dans ses rangs plusieurs unités capables de « Stand » grâce à une capacité de « Counter Blast » et/ou « Soul Blast » et donc capables d'effectuer des attaques multiples. Aussi, ils ont un archétype : Blue Storm.

### Zoo
La nation de Zoo est une nation formant un écosystème fertile abritant les animaux les plus intelligents de la planète, mais aussi, et surtout les criminels les plus dangereux de Cray. Le clan « Great Nature » vit en harmonie avec la nature, ils n'ont pas de leader connu, c'est le clan comportant le plus de membres pacifiques au sein de la nation. En face de cela, il y a la mafia des insectes du clan « Megacolony » dirigé par « Evil Armor General, Giraffa ». Cette mafia semble s'inspirer de l'univers de Kamen Rider et de son organisation nommée « Shocker », tout comme le clan « Dimension Police » qui est une combinaison de Super Robots, du style années 1980 et de Kamen Rider. Neo Nectar quant à lui est un clan surtout connu pour leurs « bioroids », « dryades » et créatures mystiques appelés « forest dragon » qui habitent leur territoire. C'est le clan le plus industrieux parmi les six nations. Il est dirigé par « Maiden of Trailing Rose » qui est responsable de la création des bioroids.
Cette nation est représentée par la couleur verte.
Clans associés
- Megacolony

Le clan « Mégacolony » (メガ コロニー, Megakoronī) est le clan syndicat du crime composé uniquement d'insectes humanoïdes. Ils peuvent rendre les attaques de l'adversaire plus faibles afin de ne pas avoir à exécuter de « Guard », en empêchant les unités de votre adversaire de « Stand » pouvant ainsi empêcher les possibilités de « Boost » ou d'attaque. Il se centre également sur le « Soul Charge » afin d'exécuter des « Superior Call » par la suite, par le biais de « Soul Blast ».
- Great Nature

Le clan « Great Nature » (グレート ネイチャー, Gurēto Neichā) semble être peuplé d'animaux extrêmement intelligents et qui sont consacrés à l'étude à la « Great Nature University », qui est l'établissement d'enseignement du niveau le plus élevé sur la planète Cray. Ils ont également la plus grande source d'êtres intelligents de la planète. Ce clan fournit principalement un gain de puissance (généralement +4000 de puissance) et parfois un « Extra Critical » en échange du retrait d'un de vos « Rear-guard ». Pendant la « End Phase » de votre tour, certaines unités activent leurs capacités en étant retirés du (RC), ce type de capacité a pour but de rechercher un ou plusieurs exemplaires de l'unité retirée afin d'en faire un « Superior Call » depuis le deck. Vous piocherez plus de cartes et/ou vous pourrez « Unflip » des dommages.
- Neo Nectar

« Neo Nectar » (ネオネクタール, Neo Nekutāru) est un clan peuplé de créatures ayant un lien très fort avec la nature, plus que les autres clans de cette nation. Leur stratégie se centre sur des « Superior Call » de « Rear-guard » pour avoir votre terrain rempli en permanence. Neo Nectar génère la plus grande source de produits et de céréales parmi les six grandes Nations.
Ils ont deux archétypes : Maiden et Musketeers.

### Star Gate
Situé au pôle Sud de Cray, la nation Star Gate est un spatioport exploité par la « Commercial Wrestling Federation ». On y retrouve Aliens, Battleroids et autres entités venant d'univers alternatifs. Le clan ayant le plus de pouvoir et donc le plus d’influences le clan « Nova Grappler », dirigé par « Asura Kaiser » et « M. Invincible ».Le clan « Dimension Police » est le second pour l'influence. « Super Dimensional Robo, Daiyusha » dirige les diverses enquêtes et opérations du clan sur Cray. Ce clan n'est pas originaire de Cray, car il qui lutte[pas clair] contre les criminels multidimensionnels de leur propre monde. Tandis que le clan « Étranger » est un petit clan vivant paisiblement, il est composé d'étrangers, des unités qui sont des caricatures d'unités phares comme « Blaster Blade », « Blaster Dark » et « Incandescent Lion, Blond Ezel ». Le chef de ce clan est « Incandescent Lion, Keroro Ezel ». Pour finir, parlons du clan très dangereux connu sous le nom de « Link Joker » et qui réside dans ce pays. Ce clan a été créé par « Void ». Il est dirigé par l'incroyablement puissant « Star Vader, Chaos Breaker Dragon ». Ses membres ont l'incroyable pouvoir de sceller les unités grâce au pouvoir du « Lock ». La question est de savoir si n'importe qui peut arrêter ce clan terrifiant.
Cette nation est représentée par la couleur grise.
Clans associés
- Nova Grappler

Les « Nova Grappler » (ノヴァ グラップラー, Nouvelle Gurappurā). Leur stratégie est basée sur le « Stand » et « Unflipping » des cartes de la « Damage Zone » et redressements des unités pour ainsi pouvoir effectuer des attaques multiples. Ils comprennent également quelques effets permettant de piocher. Ils ont 2 archétypes : Raizer et Beast Deity.
- Dimension Police

La « Dimension Police » (ディメンジョン ポリス, Dimenjon Porisu). Leurs thèmes sont basés sur les superhéros et super-vilains. Les héros de ce clan fonctionnent principalement autour des compétences permettant de booster le vanguard pour activer leurs capacités et ainsi acquérir des avantages sous forme d'acquisition de « Criticals » supplémentaire ou de « Stand » et ainsi augmenter la puissance. Les renégats de ce clan réduisent la puissance du vanguard adverse. Ils gagnent d'autres avantages après avoir affaibli l'adversaire, rendant plus facile pour les unités la possibilité d'infliger des dommages, en particulier pour les « Rear-guards ». Ils ont un archétype : Dimensionnal Robo.
- Etranger

Le clan « Etranger » (エトランジェ, Etoranje) est un clan dont les unités sortent toujours lors de promotions de cartes. Ils semblent être un clan « Cameo », chacun des membres est basé sur un personnage d'une autre franchise ou même sur une personne réelle, des caricatures en quelque sorte.
- Link Joker

« Link Joker » (リンク ジョーカー, Rinku Joka) est un clan disposant d'anneaux noirs avec des auras rouges. Il s'agit d'un clan défensif axé sur la possibilité de « verrouiller » les arrière-gardes de son adversaire grâce au « Lock », une capacité qui est exclusive à ce clan ainsi qu'aux unités « Reverse », les rendant incapables de faire quoi que ce soit, par exemple être remplacé ou déplacé jusqu'à la fin du prochain tour du joueur cible. Les unités de ce clan gagnent des bonus et des compétences supplémentaires lorsque des unités sont verrouillées. Une nouvelle mécanique est apparue : Delete.
« Delete » est un pouvoir qui « efface » les effets et force du Vanguard adverse, cette dernière tombant à 0.
Ils ont 3 archétypes : Star-Vader (qui lock), Deletor (qui Delete) et Messiah

## Anime
En juillet 2010, une série télévisée d'animation a été annoncée par TMS Entertainment sous la supervision du réalisateur Hatsuki Tsuji. La musique est composée par Takayuki Negishi, les dessins des personnages sont de Mari Tominaga. La série a commencé sa diffusion au Japon sur TV Aichi le 8 janvier 2011, et elle est rediffusée sur AT-X, TV Tokyo, Osaka TV et TV Setouchi.
Le site de streaming Crunchyroll diffuse la première saison aux États-Unis, au Canada, au Royaume-Uni, et en Irlande. Crunchyroll a commencé le streaming de la deuxième saison aux États-Unis, au Canada et au Royaume-Uni le 30 juin 2012 et continue de diffuser la série. Il a été annoncé le 17 novembre 2013 que Hanabee Entertainment avait acquis la licence pour une sortie en Australie.
Un doublage anglais coproduit par Ocean Productions (enregistrées à Studios Blue Water) a commencé à diffuser sur une chaîne de Singapour Okto à partir du 16 octobre 2011, sur Animax Asia à partir du 22 janvier 2012, et en Malaisie sur le canal RTM-TV2 le 18 novembre 2012. Les épisodes doublés sont également diffusés sur YouTube, ceci à partir du 29 mai 2012. La série peut être considérée comme officielle, car un réseau y est dédié pour cela et elle a de plus été créée par Bushiroad. À partir du 25 juin, elle est disponible pour consultation dans la plupart des pays sans géoblocage. Hulu a commencé à accueillir la version anglaise doublée le 26 août 2013,en partenariat avec Aniplex of América.
Bien qu'il existe quelques modifications, l'adaptation doublée en anglais est surtout fidèle à la version originale japonaise. Toutefois, le changement le plus notable dans le doublage anglais concerne les trois génériques de début (l'opening) et les trois génériques de fin (ending) qui sont utilisés. Les seuls openings sont des versions anglaises du premier opening original « Vanguard » (épisodes 1 à 65), le troisième opening « Limit Break » (épisodes 66 à 104), et le quatrième opening « Fight Vanguard » (épisode 105 jusqu'à aujourd'hui), qui sont tous encore effectués par leurs artistes respectifs d'origine. Le premier ending utilisé dans le doublage est une version anglaise du troisième ending « Dream Shooter » (épisodes 1 à 65) tandis que le second ending est une unique chanson intitulée « Way To Victory » (épisodes 66 à 104), qui sont toutes deux exécutées par mer ☆ A. La séquence de crédit de fin pour ce thème exclusif est celle utilisée pour le sixième thème de fin originale « Jonetsu-isme». Le troisième thème de fin utilisé dans le dub est une version anglaise de la neuvième chanson originale « Endless☆Fighter » (épisodes 105 jusqu'à aujourd'hui), qui a été interprétée uniquement par Aimi Terakawa dans le doublage. De même, les chansons incluses d'Ultra Rare (un groupe d'idoles dans la série) sont interprétées en anglais par Suzuko Mimori, Yoshino Nanjō (en) et Aimi Terakawa (les voix japonaises originales de Kourin, Rekka et Suiko). Il n'y a pas de planning prévu en ce qui concerne la diffusion à la télévision dans les pays occidentaux.

### Musiques
Génériques d'ouverture
1. Vanguard par JAM Project (épisodes 1 à 33) (épisodes 1 à 65 dans le doublage anglais)
2. Believe In My Existence par le JAM project (épisodes 34 à 65)
3. Limit Break par le JAM project (épisodes 66 à 104 (Cardfight!! Vanguard: Asia Circuit))
4. Vanguard Fight par Psychic Lover (épisodes 105 à 128 (Cardfight!! Vanguard: Link Joker))
5. Mugen ∞ REBIRTH (无限∞ REBIRTH, Mugen ∞ RIBĀSU?) par Daigo (épisodes 129 à 148 (Cardfight!! Vanguard: Link Joker))
6. Break your spell par Psychic Lover (épisodes 149 à 163 (Cardfight!! Vanguard: Link Joker))
7. V-ROAD par BUSHI★7 (Daigo, Psychic Lover, Suzuko Mimori, Izumi Kitta, Suara et Shuta Morishima) (épisodes 164 à 179 (Cardfight!! Vanguard: Legion Mate))
8. KNOCK ON YOUR GATE! Masatoshi Ono (épisodes 180 à 196 (Cardfight!! Vanguard: Legion Mate))
9. Break It! par Mamoru Miyano (épisodes G1-1 à G1-26 (Cardfight!! Vanguard G))
10. Generation! par JAM Project (épisodes G1-27 à G1-48 (Cardfight!! Vanguard G))
11. YAIBA par BREAKERZ (épisodes G2-1 à G2-26 (Cardfight!! Vanguard G: Girs Crisis))
12. SHOUT! par Mamoru Miyano (épisodes G2-27 à G2-50 (Cardfight!! Vanguard G: Stride Gate))
13. Hello, Mr. Wonder land par Ayako Nakanomori (épisodes G3-1 à G3-25 (Cardfight!! Vanguard G Next))
14. →Next Generation par Psychic Lover (épisodes G3-26 à G3-51 (Cardfight!! Vanguard G Next))
15. Natsuninare! par Starmarie (épisodes G3-52 (Cardfight!! Vanguard G Next))
16. Jonoka par Kiryu (épisodes G4-1 à G4-24 (Cardfight!! Vanguard G Z))

Génériques de fin
1. Diamond Stars (ダイヤモンドスター☆, Daiyamondo Suta ☆?) par Natsuko Aso (épisodes 1 à 15)
2. Smash Up! par Shiina Hekiru (épisodes 16 à 25)
3. Dream Shooter par Sea☆A (épisodes 25 à 38) (épisodes 1 à 65 dans le doublage anglais)
4. Starting Again par Sayaka Sasaki (épisodes 39 à 52)
5. Nakimushi Treasures (泣き虫 TREASURE?) par Saori Kodama comportant Milky Holmes (Suzuko Mimori, Izumi Kitta, Sora Tokui et Mikoi Sasaki) (épisodes 53 à 65)
6. Jōnetsu-ism (情熱イズム, Jonetsu-izumu?) par Rin (épisodes 66 à 78 (Cardfight!! Vanguard: Asia Circuit))
7. Growing Diary Diary par Natsuko Aso (épisodes 79 à 91 (Cardfight!! Vanguard: Asia Circuit))
8. Entry par Sea☆A (épisodes 92 à 104 (Cardfight!! Vanguard: Asia Circuit))
9. Endless☆Fighter par Ultra Rare (Suzuko Mimori, Yoshino Nanjō (en) et Aimi Terakawa) (épisodes 105 à 119 (Cardfight!! Vanguard: Link Joker))
10. Yume Yume Express par Milky Holmes (Mimori, Kitta, Tokui et Sasaki) (épisodes 120 à 138 (Cardfight!! Vanguard: Link Joker))
11. Ride on Fight! par Misaki et Kourin (Kitta et Mimori) (épisodes 139 à 150 (Cardfight!! Vanguard: Link Joker))
12. Fly away - To The Great Sky- (Fly Away -大空へ-, Furai Auei -Ōzora e-?) par Suara (épisodes 151 à 163 (Cardfight!! Vanguard: Link Joker))
13. Get Up par Faky (épisodes 164 à 179 (Cardfight!! Vanguard: Legion Mate))
14. Get back yourself par Cerasus (épisodes 180 à 196 (Cardfight!! Vanguard: Legion Mate))
15. Dakara Genki For You par Misaki Tokura (épisodes G1-1 à G1-13 (Cardfight!! Vanguard G))
16. Next Phase par Tokoha Anjou (Emi Nitta) (épisodes G1-14 à G1-25 (Cardfight!! Vanguard G))
17. Flower par Ayako Nanakomori (épisodes G1-26 à G1-36 (Cardfight!! Vanguard G))
18. Dazzling Bravery! (メクルメク勇気!, Merurumeku Yūki?) par Starmarie (épisodes G1-37 à G1-48 (Cardfight!! Vanguard G))
19. Don't Look Back par Rummy Labyrinth (Aimi Terakawa & Haruka Kudo) (épisodes G2-1 à G2-26 (Cardfight!! Vanguard G: Girs Crisis))
20. High-Touch☆Memory par Yui Ogura (épisodes G2-27 à G2-38 (Cardfight!! Vanguard G: Stride Gate))
21. Promise You!! par YuiKaori (épisodes G2-39 à G2-50 (Cardfight!! Vanguard G: Stride Gate))
22. Wing of Image par Rummy Labyrinth (Aimi Terakawa & Haruka Kudo) (épisodes G3-1 à G3-13 (Cardfight!! Vanguard G Next))
23. Are you ready to Fight par Raychell (épisodes G3-14 à G3-25 (Cardfight!! Vanguard G Next))
24. Pleasure Stride par Milky Holmes (épisodes G3-26 à G3-38 (Cardfight!! Vanguard G Next))
25. Natsuninare! par Starmarie (épisodes G3-39 à G3-51 (Cardfight!! Vanguard G Next))
26. →Next Generation par Psychic Lover (épisode G3-52 (Cardfight!! Vanguard G Next))
27. -Heroic Advent- par Roselia (épisodes G4-1 à G4-24 (Cardfight!! Vanguard G Z))

Chansons incluses
1. Miracle Trigger ~ Tomorrow Will Be Ultra Rare ~! (ミラクルトリガー~きっと明日はウルトラレア~!?) par Ultra Rare (Mimori, Nanjo et Terakawa) (épisodes 18, 26 et 115 ; simplement connu sous le nom «  Miracle Trigger  » dans le doublage anglais)
2. Stand Up! Dream (スタンドアップ! Dream?) par Ultra Rare (Mimori, Nanjo et Terakawa) (épisodes 39, 115 et 118)

Générique de fin dans le doublage anglais
1. Way to Victory par Sea☆A (épisodes 66 à 104)

## Jeu de cartes à collectionner
Le jeu de cartes officiel Cardfight!! Vanguard créé par Bushiroad a commencé à faire parler de lui le 26 février 2011. Une version anglaise du jeu est produite à Singapour, d'abord publié dans cette même région, le 5 mai 2011. Il a également été publié à l'échelle internationale à partir du 12 mai 2011.

### Mécanique de jeu
Le principe de base du jeu de cartes à collectionner, comme expliqué dans l'anime, c'est que les deux joueurs sont représentés comme étant de faibles esprits astraux sur la planète fictive Cray. Les cartes dans les decks des joueurs, sont appelés « unités », elles représentent des personnages de Cray que les joueurs peuvent « Call » sur le terrain pour se battre à leurs côtés. Les joueurs alternent les tours de jeu, ils attaquent et défendent avec leurs unités. Quand un joueur atteint six dommages, ou s'il n'a plus de cartes dans son deck, ce joueur perd la partie.
Chaque unité a un nom, un clan, un niveau de puissance, une valeur « Shield » (qui est une valeur de défense), une valeur « Critical » (qui est une valeur de dommages), une ou plusieurs capacités et un « Grade » allant de 0 à 4. La force générale d'une unité augmente en fonction du grade, une unité ne peut être appelée que si le Vanguard du joueur a un grade supérieur ou égale à l'unité susnommée. Un deck doit contenir exactement cinquante cartes, y compris exactement seize unités « Triggers ». Il ne peut y avoir que quatre exemplaires d'une même carte dans un deck, pas plus de quatre « Heal Trigger », et pas plus de quatre cartes avec le mot-clé Sentinel (守护者, Senchineru) dans un deck. Il n'y a en revanche aucune restriction sur le nombre de cartes que l'on peut avoir au sein d'un même clan et aucune restriction le nombre de grades pouvant être utilisés.
Le jeu commence lorsque les joueurs placent une unité de grade 0 sur le centre du terrain qui est appelé le « Vanguard Circle » (VC) à, cette unité est appelée le « Vanguard », on la pose face verso, chacun pioche cinq cartes de son deck; A ce moment-là, chaque joueur a le droit de faire un « Mulligan »: Le joueur mélange alors n'importe quel nombre de cartes de la main de départ qu'il a choisie dans son deck et repioche le même nombre de cartes, le Mulligan ne peut être exécuté qu'une seule fois par partie. Les joueurs décident au hasard qui commence et révèlent leur Vanguand en disant « Stand Up ! (The, My) Vanguard ! », le joueur qui joue en premier ne peut pas attaquer durant son premier tour. Pour attaquer avec une unité ou activer certaines de ses capacités, le joueur doit la faire pivoter de sa position normale (« Stand ») à 90 degrés vers la droite, cela étant fait, la carte est passée de la position d'attente à la position d'engagement (« Resting » ou « Rest »). Au début du tour d'un joueur, Lors de la « Stand phase », ce joueur « Stand » toutes ses unités (il les pivote de 90 degrés vers la gauche, ainsi elles reviennent à leur position initiale), elles peuvent donc de nouveau attaquer durant ce tour. Pendant la « Draw phase », le joueur pioche une carte de son deck. Ensuite vient la « Ride phase », lors de cette phase, le joueur peut choisir une unité de sa main qui a le même grade ou un grade du niveau supérieur au Vanguard actuel, le joueur met cette unité sur le Vanguard actuel, on dit alors qu'il « Ride » cette unité (la pile de cartes en dessous du Vanguard est une zone de jeu annexe appelée le « Soul ». Certaines unités ont une capacité appelée « Soul Blast », elle permet de déclencher des effets spécifiques en retirant une ou plusieurs cartes du « Soul »). Au cours de la « Main phase », le joueur peut « Call » des unités de sa main. Pour cela, il en choisit une et la place sur un des cinq emplacements situés autour du Vanguard, ces emplacements sont appelés « Rear-guard Cirle » (RC) : Il y en a un de chaque côté du Vanguard dans la rangée avant (« Front Row ») et trois dans la rangée arrière (« Back Row »). Le joueur peut déplacer ses « Rear-guards » de la « Front Row » à la « Back Row » et inversement, mais uniquement si le joueur la déplace dans sa colonne (un « Rear-guard » ne peut pas se déplacer latéralement) et uniquement si le (RC) de cette colonne est libre (il ne doit pas avoir d'unité dessus). Dans une colonne, le joueur peut retirer (« Retire ») un « Rear-guard » pour appeler en appeler un autre sur le même (RC). Les Unités retirées sont placées dans la pile de défausse ou « cimetière »; dans Vanguard on l'appelle la « Drop Zone ».
Vient maintenant le moment de la « Battle phase ». Durant cette phase, le joueur peut effectuer n'importe quel nombre de combats à la suite, et peut attaquer avec les mêmes unités plusieurs fois aussi longtemps qu'il possède ces unités en position de « Stand ». Seules les unités de la « Front Row » peuvent attaquer les unités adverses, mais seulement celles de la « Front Row » adverse. Une bataille engagée par une unité  passe de la position « Stand » à la position « Rest » au premier rang, et en ciblant une unité de la « Front Row ». S'il y a une unité de grade 0 ou 1 en « Back Row » derrière l'unité attaquante, elle peut « Booster » l'unité attaquante en se mettant en position de « Rest », de ce fait l'unité boostée recevra un bonus de puissance égale à la puissance de l'unité l'ayant boostée. Ensuite, le joueur défenseur a la possibilité de se protéger de diverses attaques en exécutant une « Guard » avec les unités de sa main et en les plaçant dans le « Guardian Circle » (GC) qui est une zone située devant le Vanguard. Seules les unités de grade allant de 0 à 2 peuvent être utilisées comme « Guard » (les grades 3 n'ayant pas de « Shield », ils ne peuvent donc pas garder). Le joueur peut également « Intercept » en mettant un ou plusieurs « Rear-guard » de sa « Front Row » sur le (GC). Les unités « gardantes » ajoutent leur valeur de « Shield » à la puissance de son Vanguard, mais celles-ci doivent être placées dans la « Drop Zone » immédiatement après la bataille. Après que les gardes aient été déclarés, si l'unité attaquante est le Vanguard, le joueur attaquant effectue un « Drive Trigger Check » ou « Drive Check » pour faire court : Le joueur révèle la carte du dessus de son deck dans le « Trigger Zone », puis il l'ajoute à sa main. Si une unité « Trigger » correspondant au clan de l'une des unités « checkées » du joueur est révélée au cours de ce processus, ce joueur pourra donner immédiatement 5000 points de puissance supplémentaire à n'importe laquelle de ses unités jusqu'à la fin du tour et/ou l'un des quatre bonus possibles s'activant par la suite. À la décision du joueur, le gain de puissance et les effets du ou des « Triggers » peuvent être soit remis à une unité unique ou répartis entre deux unités distinctes.
Si vous attaquez avec un Vanguard de grade 3, leur capacité se déclenche. Cette capacité appelée « Twin Drive », vous permet lors d'un « Drive Check » de « checker » (traduction : vérifier) une carte supplémentaire de votre deck. Vous exécutez la même procédure qu'un « Drive Check » ordinaire, mais vous l'effectuez deux fois. Les « G Units » possèdent une capacité similaire, le « Triple Drive », qui permet d'effectuer trois « Drive Check » !
Les quatre types de « triggers » et leurs effets sont les suivants :
- Critical triggers (jaune) : donne à une unité un bonus d'un « Extra Critical » (qui infligera donc un dommage supplémentaire à l'adversaire) supplémentaire jusqu'à la fin du tour à une unité ciblée (+5000).
- Stand triggers (bleu) : permet de « Stand » un de vos « Rear-guard » qui est en position de « Rest », cette unité pourra ainsi attaquer une fois de plus ou activer une ou des capacités de « Resting » (+5000).
- Draw triggers (rouge) : Permet au joueur de piocher une carte supplémentaire de son deck (+5000).
- Heal triggers (vert) : Permet au joueur de se soigner en prenant une carte de sa « Damage Zone » et la mettre dans sa « Drop Zone », mais seulement si son nombre de dommages est égal ou supérieur à celui de l'adversaire (+5000) (Rappelez vous que vous ne pouvez avoir que quatre « Heal Triggers » dans votre deck).

Lorsqu'une unité attaque, cette attaque aboutira uniquement si la puissance de l'unité attaquante est supérieure ou égale à la puissance de l'unité attaquée. Si une unité en « Rear-guard » est prise pour cible et que l'attaque aboutit, cette unité est retirée du terrain et envoyée en « Drop Zone ». Si un Vanguard devait être touché par une attaque, il reste en jeu et le joueur défenseur fait un certain nombre de « Damage Trigger check » ou « Damage check » correspondant à la valeur critique de l'attaquant. Le processus fonctionne exactement comme un « Drive Check », mais au lieu d'être placée dans votre main, la carte révélée est mise dans la « Damage Zone ». Après que le joueur actif ait terminé sa « Battle Phase », il passe à la « End Phase », où certains effets peuvent se produire ou de résoudre, avant de passer au tour du joueur suivant.

### Mécanique de vente
Les cartes de Cardfight!! Vanguard sont vendues par « Extension » sous la forme de « Booster » et « Deck de démarrage » (« Trial Deck »), chacun contenant une sélection de nouvelles cartes et parfois des rééditions d'anciennes cartes. Elles sont éditées uniquement en japonais (JP) et en anglais (EN) sauf exceptions. Une grande partie des extensions est vendue par boîtes de 30 boosters au contenu aléatoire. Un booster normal contient cinq cartes : quatre « Common » (C) et une dernière carte qui sera d'une rareté plus élevé. La plupart du temps, ce sera une carte « Rare » (R) et parfois cette carte rare sera remplacée par une « Double Rare » (RR), une « Triple Rare » (RRR), « Special » (SP), une « Legion Rare » (LR) qui a la particularité d'offrir à la place d'une Common une Legion complète (uniquement pour les BT16 et BT17) ou « Generation Rare » qui est disponible pour l'instant que dans la G-BT01, en sachant qu'une carte est plus difficile à avoir en fonction de son niveau de rareté (Les cartes (SP) et (LR) sont des versions alternatives de cartes ayant une rareté inférieure dans la même extension).
Il existe deux moyens de différencier le niveau de rareté d'une carte :
- Holographique

Les cartes ayant une rareté supérieure aux « Common » ont un design dit « Holographique » (elles sont brillantes). En fonction des motifs holographiques, on peut différencier une rareté d'une autre.
- Code lettré

Il se situe sur le coin inférieur gauche d'une carte avec une ou plusieurs lettres : (C), (R), (RR), (RRR), (SP), (LR) ou (GR).
Les boosters spéciaux ou « Extra Booster »sont vendus soit à l'unité, soit par boîtes de 15 boosters. Les « Trial Deck's » eux sont des decks de démarrage de 50 cartes conçues pour jouer des parties directement, sans avoir besoin d'effectuer des modifications diverses. Ils contenaient une sélection de cartes précises, et on y retrouve une carte (RR) et deux cartes (R). Bien entendu, les capacités individuelles de ces decks sont limitées si eux-mêmes ne sont pas modifiés, jusqu'aux « G-Trial Decks » qui contiennent 3 cartes de rareté équivalente à RRR, 2 fois la carte « maîtresse » et 2 Perfect Guard, absolument indispensable dans le Métagame actuelle.

## Autres médias

### Mangas
La réalisation d'une série de mangas a été annoncée en même temps que la production de la série télévisée d'animation. Celle-ci est écrite et dessinée par Akira Itō et raconte l'enfance de Kai Toshiki. Le premier chapitre est publié le 26 novembre 2010 dans le magazine Kerokero Ace. À la suite de la disparition du magazine au numéro de septembre 2013, la série a été transférée dans le magazine Monthly Bushiroad. Le premier volume relié est publié par Kadokawa Shoten le 23 mars 2011 et huit tomes sont commercialisés au 26 août 2014. Un chapitre spécial nommé épisode 0 est sorti le 23 mai 2013.
Une série dérivée humoristique au format yonkoma nommée Mini Vanguard, ou Mini Van (みにヴぁん), a débuté en 2011 en parallèle du manga original. La série a également été transférée dans le magazine Monthly Bushiroad en septembre 2013. Le premier volume relié est sorti le 24 juillet 2012 et trois tomes sont commercialisés au 26 août 2014. Une adaptation en anime flash a vu le jour.
Une autre série de mangas spin-off intitulée Cardfight!! Vanguard Gaiden: Swordsman of Light (カード ファイト ヴァン ガード 外伝 光 の 剣士, Kādofaito!! Vangādo Gaiden Hikari no Kenshi) est publiée dans le magazine mensuel Bushiroad. Cette série est supervisée par Akira Itō et illustrée par Makoto Kishimizu. Son histoire se concentre sur la tradition du Cardfight!! Vanguard. Le premier volume relié est sorti le 26 avril 2014.
Un manga basé sur la série Cardfight!! Vanguard G est également publié depuis le 8 novembre 2014 dans le magazine Monthly Bushiroad.

### Radio Show
Une émission de radio de conversation intitulée Stand Up Our Vanguard (立ち上がれ僕らのヴァンガード, Tachiagare Bokura no Vangādo), également connu sous le TachiVan, est diffusée à partir de 2011 sur Hibiki Radio. Elle est divisée en deux émissions : Stand Up Our Vanguard: Link Joker chapter (立ち上がれ僕らのヴァンガードリンクジョーカー辺, Tachiagare Bokura no Poule Vangādo Rinku Joka), diffusée le samedi, et TachiVan, diffusée le dimanche. Elles sont dirigées par Tsubasa Yonaga et Takuya Sato, les voix originelles des acteurs de Aichi et Kai respectivement, avec parfois des apparitions de divers autres acteurs et actrices de voix japonaises de la série animée.

### Romans
Un roman basé sur la série animée est sorti au Japon le 15 mai 2012. Il est écrit par Bandana Aoi avec des illustrations de Yosuke Adachi. L'histoire suit Aichi s'adressant à un jeune garçon solitaire nommé Hiro Hamane (浜音ヒロ, Hamane Hiro). Un deuxième roman est sorti le 11 octobre 2012 et un troisième le 13 mars 2013.

### Jeux vidéo
Une application mobile intitulée Cardfight!! Vanguard: Cray Wars (カードファイトヴァンガード惑星大戦!!, Kādofaito!! Vangādo Wakusei Taisen) est sortie le 22 mars 2013 au Japon. Il s'agit d'un jeu de rôle stratégique. Ce jeu inclut un personnage original nommé Navica, qui agit en tant que guide du joueur dans le monde de Cray et qui leur explique les mécanismes de jeu. Le scénario du jeu est basé sur le Vanguard Virtual System (VVS), qui génère un espace virtuel dans lequel les gens vivent dans le monde de Cray, une planète où la magie et la science ont progressé de pair. Chaque continent de Cray est dominé par l'une des six nations prospères. Grâce à la VVS, l'avatar du joueur plonge dans ce monde onirique et livre des batailles quotidiennes pour l'une de ces nations. Cependant, une anomalie soudaine bouleverse ce scénario. Les joueurs déplacent leurs avatars sur la carte du monde de Cray en utilisant un dé à six faces, en acceptant et en complétant des quêtes pour recevoir des objets et de l'or pour faire avancer l'histoire. Deux types de decks sont constitués pour une utilisation dans le jeu : l'un pour être utilisé dans la bataille et l'autre pour assiéger les donjons. Chaque deck dispose de six cartes, les capacités sont déclenchées lors des combats basés sur la position des cartes par rapport à l'adversaire, tandis que le deck de donjon fait usage de capacités liées à la manipulation de la filière et en évitant les pièges. L'avatar du joueur possède un niveau, les autres cartes aussi. Le joueur peut augmenter le niveau de ces cartes et améliorer leur potentiel au fur et à mesure. L'augmentation des niveaux et des capacités permet aux cartes « d'évoluer » différemment les unes des autres de sorte que les deux joueurs n'aient pas de carte identique, mais des capacités différentes.
Une adaptation vidéoludique intitulée Cardfight!! Vanguard: Ride to Victory!! (カードファイト!! ヴァンガード ライド トゥ ビクトリー!!, Kādofaito!! Vangādo Raido tu Bikutorī!!) est sortie au Japon sur Nintendo 3DS le 11 avril 2013. Le jeu propose une nouvelle histoire originale, mettant en vedette un nouveau protagoniste qui vise à gagner le tournoi national. Les joueurs choisissent l'un des six personnages originaux disponibles. Les personnages sont décomposés en trois types de personnalité : le sang chaud (热血系), cool (クール) et sombres (ダーク). Chaque personnalité est disponible en version féminine ou masculine. Le jeu propose des apparitions d'au moins 30 personnages de l'animation tels qu'Aichi Sendou, Toshiki Kai, Ren Suzugamori, Misaki Tokura et Shin Nitta. Dans le jeu, les joueurs se battent en rivaux, tout en renforçant leurs jeux de cartes pour remporter le championnat national de Vanguard. En outre, les joueurs peuvent gagner des points dans les tournois du mode histoire et en jeu libre, et les joueurs peuvent alors dépenser ces points à la boutique Card Capital pour acheter de meilleures cartes et ainsi avoir un deck solide. Il y a aussi un mode tutoriel pour ceux qui débutent à la lecture du réel TCG. Le jeu propose également un mode de jeu en ligne.
Un second jeu Nintendo 3DS intitulé Cardfight!! Vanguard: Lock on Victory!! (カードファイト!! ヴァンガード ロック オン ビクトリー!!, Kādofaito!! Vangādo Roku On Bikutorī!!) est sorti au Japon le 5 juin 2014. Le jeu suit l'histoire de l'arc Link Joker.